# توماس زوربوشن
توماس هانزويلي زوربوشن (ولد 1968) عالم فيزياء فلكية سويسري أمريكي. في أكتوبر 2016، كان مديرًا مشاركًا لمديرية المهام العلمية في وكالة ناسا. قبل ذلك، كان أستاذًا لعلوم هندسة الطيران والفضاء الجوي في جامعة ميتشيغان، حيث ساعد في تأسيس مركز ريادة الأعمال.

## سيرة ذاتية
درس زوربوشن الفيزياء في جامعة برن، مع تخصص فرعي في الرياضيات، وحصل على درجة الدكتوراه في عام 1996 بأطروحة بعنوان «الاضطراب في وسط الكواكب وانعكاساته على ديناميكيات الأيونات الصغيرة». ثم التحق بجامعة ميشيغان كباحث، وأصبح أستاذًا في عام 2008. يركز بحثه العلمي على الفيزياء الشمسية وفيزياء الغلاف الشمسي، وأبحاث الفضاء التجريبية، وأنظمة الفضاء. وهو معروف أيضًا بعمله الشخصي في مجال الابتكار وريادة الأعمال.
في عام 2004 ، مُنح تسوربوشين جائزة الرئاسة الأمريكية للمهن المبكرة للعلماء والمهندسين. شغل منصب قائد فريق لتطوير أحد الأدوات العلمية (مطياف البلازما للتصوير السريع) على متن مسبار ماسنجر التابع لناسا إلى عطارد. ترأس لجنة الأكاديمية الوطنية للعلوم التي أصدرت تقريرًا في عام 2016 عن كيوبسات.
زوربوشين متزوج وله ولدان.

## روابط خارجية
- موقع ويب لتوماس زوربوشين في وكالة ناسا
- موقع ويب لتوماس زوربوشين في جامعة ميشيغان